# The Stuff
The Stuff (Brasil: A Coisa ) é um filme norte-americano de 1985, uma comédia de terror satírica escrita e dirigida por Larry Cohen.

## Sinopse
O filme inicia mostrando uma equipe de mineradores que encontra uma substância branca e gosmenta, parecida com um iogurte ou um sorvete, porém com sabor agradável e atrativo, apelidada de "Coisa". Esta substância vira febre comercial, passando a ser vendida nos supermercados como uma sobremesa de luxo, com muita divulgação em propagandas na TV. Posteriormente, o garoto Jason (Scott Bloom) abre a geladeira e ao encontrar o doce, não o come, embora sua família o aprovasse.
David Rutherford (Michael Moriarty), um ex-agente do FBI que virou espião industrial, é contratado pelo milionário Evans (Alexander Scourby) para descobrir qual a fórmula da substância misteriosa, e conta com a ajuda de Nicole (Andrea Marcovicci) e de Jason, que pede para que ninguém consumisse o produto. Quando o consegue, fica apavorado: a substância, que emana da terra, faz com que todas pessoas que a comam sejam devoradas ou transformadas em zumbis.

## Elenco
- Michael Moriarty ... David 'Mo' Rutherford
- Andrea Marcovicci ... Nicole
- Garrett Morris ... 'Chocolate Chip' Charlie W. Hobbs
- Paul Sorvino ... Coronel Malcolm Grommett Spears
- Scott Bloom ... Jason
- Danny Aiello ... Vickers
- Patrick O'Neal ... Fletcher
- Rutanya Alda ... Psicóloga
- Alexander Scourby ... Evans
- Russell Nype ... Richards
- Brooke Adams, Laurene Landon, Tammy Grimes, Abe Vigoda e Clara Peller ... atores do comercial da "Coisa"
- Eric Bogosian ... Empregado do supermercado (não creditado)
- Patrick Dempsey ... Traficante (não creditado)
- Mira Sorvino ... Trabalhadora da fábrica (não creditada).[1]
- James Dixon ... Carteiro
- Gene O'Neill ... Cientista
- Catherine Schultz ... Garçonete
- James Dukas ... Frentista
- Peter Hock ... Mineiro
- Colette Blonigan ... Mãe de Jason
- Robert Frank Telfer ... Pai de Jason
- Brian Bloom ... Irmão de Jason
- Harry Bellaver ... Mineiro
- Beth Tegarden ... Aluna do laboratório
- Ann Dane ... Anfitriã
- David Snell ... Médico
- Edward Power ... Executivo
- Nick Taylor ... Ex-agente do FBI
- Daniel Antonovich ... Dono da loja
- Heidi Miller ... Cliente da loja
- Marilyn Staley ... Guia turística
- Adrianne Sachs ... Assistente do estúdio
- John Newton ... Howard
- Harvey Waldman ... Porteiro
- Nicolas De Toth ... Griswald
- Bobbie Burns ... Secretária
- Gretchen Ullman ... Recepcionista
- Jery Hewitt ... Soldado
- Lisa Crosby ... Cliente da loja
- Christine Angelica ... Cliente da loja
- Brad Rijn ... Empregado do supermercado (não creditado)
- Drew Stanley ... Mineiro (não creditado)

## Curiosidades
- Primeiro filme de Patrick Dempsey e Mira Sorvino, que durante uma gravação chegou a visitar seu pai, o também ator Paul Sorvino.
- Último filme de Alexander Scourby, que morreu em 22 de fevereiro de 1985 (The Stuff foi lançado 112 dias depois, em 14 de junho).